# Scott Rigell
Edward Scott Rigell (Titusville, 28 maggio 1960) è un politico statunitense, membro della Camera dei Rappresentanti per lo stato della Virginia dal 2011 al 2017.

## Biografia
Nato in Florida, Rigell era figlio di un marine e anche lui a diciotto anni si arruolò nel corpo dei marines, dove prestò servizio per sei anni.
Dopo gli studi universitari, Rigell si trasferì in Virginia e aprì una concessionaria d'auto. Entrato in politica con il Partito Repubblicano, nel 2010 si candidò alla Camera dei Rappresentanti e riuscì a sconfiggere il deputato democratico in carica Glenn Nye. Fu poi riconfermato anche nelle elezioni successive, fin quando nel 2016 annunciò il suo ritiro.
Ideologicamente, Rigell è giudicato un conservatore. Sposato con Teri, è padre di quattro figli.